# Газали
Абу Хамид Мухаммад ал-Газали (на арабски: ‏أبو حامد محمد بن محمد الغزالي‎, DMG Abū Ḥāmid Muḥammad bin Muḥammad al-Ġazālī; също al-Gazzali, на латински: Algazel; Abu Hamid Muhammad ibn Muhammad al-Ghazali; * 1058 в Тус при Мешхед, провинция Разави Хорасан, днес Иран; † 19 декември 1111) е ирански философ, теолог и суфийски мистик, известен с критиката си на рационалната философия. Брат е на Ахмад Газали, проповедник и суфийски мистик.
Ал-Газали е един от най-значимите мислители на сунитския ислям. Той живее по времето, когато синутската теология се е консолидирала и навлиза в период на противопоставяне с шиитската исмаилитска теология и с арабската традиция в аристотелевата философия (falsafa). Ал-Газали разбира значението на последната и развива задълбочено учение, което оборва някои от нейните положения, докато други приема и прилага. Той въвежда аристотеловата логика и силогистика в ислямската юриспруденция и ислямската теология.
В Западна Европа Газали става известен под името Алгазел, след частичен превод на книгата му „Макасид ал-фалсафа“ (на арабски: مقاصد الفلاسفة „Намеренията на философите“). В нея той излага систематично основните положения по логика, физика и метафизика на източните перипатетици (източен аристотелизъм) с цел да ги опровергае, но в латинския превод не са включени уводната и заключителната част, което създава погрешна представа в Европа за неговите възгледи. Друго негово съчинение е Тахафут ал-фалсафа (на арабски: تهافت الفلاسفة – Самоопровержението на философите), което критикува аристотелевата наука. Неговият подход към разрешаването на очевидните противоречия между разума и божественото просветление се възприема от почти всички по-късни ислямски теолози и оказва значително влияние върху средновековната латинска мисъл чрез произведенията на Авероес и еврейски мислители.

## Биография
Абу Хамид ал-Газали е роден в Газалех, село край град Тус в Хорасан. Баща му умира, когато той е още дете, и възпитанието му е поверено на негов приятел суфи. След това Газали продължава образованието си в Горган и Нишапур при ашаритския учен ал-Харамайн.
След смъртта на ал-Харамайн през 1085, Абу Хамид Газали е приет в двора на Низам ал-Мулк, везир на селджукските султани. През 1091 е назначен за професор в основаната от Низам ал-Мулк сунитска школа мадраса низамия в Багдад. Сред отговорностите му на тази длъжност, наред с преподаването на ислямско право, е издаването на тълкувания по теологични и правни въпроси. Той е също и търсен политически съветник.
След убийството на Низам ал-Мулк ал-Газали се отдава на търсене на мистично просветление. Газали напуска службата и семейството си, подарява собствеността си на бедните и през 1095 г. напуска Багдад. Близо десет години пътува из Палестина, Сирия и Египет, извършва поклонение в Мека, след което се завръща в Тус. През последните години от живота си преподава известно време в мадраса низамия в Нишапур (1106), след което се оттегля и е суфиски учител до смъртта си.
През 1094 г. Ал-Газали пише произведението Maqasid al-falasifa (Намеренията на философите), което през първата половина на 12 век е преведено на латински в Толедо от Dominicus Gundisalvi под заглавието Liber Algazelis de summa theoricae philosophiae.

## Произведения

### Теология
- ок. 1108 – al-Munqi_d min a.d-.dal¯al, Abd-El.samad Abd-El.ham¯id Elschazl¯i, Meiner, Hamburg 1988, ISBN 3-7873-0681-1
- 1095 – al-Iqtisad fi'I-i`tiqad
- 1097 – ar-Risala al-Qudsiyya (Писмото от Йерусалим)
- Kitab al-arba`in fi usul al-din (40 капитела за принципите на религията)
- 1095 – Miz¯an al-amal, Abd-El.samad Abd-El.ham¯id Elschazl¯i, Wissenschaftliche Buchgesellschaft, Darmstadt 2006, ISBN 978-3-534-19039-3
- ad-Durra al-f¯a_hira f¯i kasf ul¯um al-¯a_hira, Mohamed Brugsch, Lafaire, Hannover 1924, Nachdruck GMSG, Köln 2002, ISBN 3-937297-06-5; Spohr Verlag, Kandern 2003, ISBN 3-927606-47-2
- Ayyuh¯a 'l-walad – О дете!, Muhammad Harun Riedinger, Edition Minarett, Braunschweig 2002, ISBN 3-9808396-0-5
- Fay.sal at-tafriqa bayn al-Isl¯am wa-z-zandaqa, Frank Griffel, Spur Verlag, Zürich 1998, ISBN 3-9520127-8-5
- Kit¯ab al-Musta.zhir¯i f¯i fa.d¯a' i.h al-B¯a.tinijja, Ignaz Goldziher, Brill, Leiden 1956 (De Goeje-Stiftung, 3)
- вероятно: ar-Radd al-jamil 'ala sarih al-Injil, Franz Elmar Wilms, Brill, Leiden 1966

### Суфизъм
- 1096 – 97 – I.hy¯a' ‘ul¯um ad-d¯in,ten, Hans Bauer, Salim Spohr, Spohr Verlag, Kandern 2005, ISBN 3-927606-48-0; Richard Gramlich, Steiner, Wiesbaden / Stuttgart 1984 (= Freiburger Islamstudien, 10), ISBN 3-515-03765-9 (Digitalisat bei MENAdoc, UB Halle)
- Kimiya`-yi sa`adat, Hellmut Ritter, München 1998 (= Diederichs Gelbe Reihe, 23), ISBN 3-424-01456-7; Hugendubel-Verlag, Kreuzlingen/München 2004, ISBN 3-9808396-1-3
- Misk¯at al-anw¯ar, Abd-El.samad Abd-El.ham¯id Elschazl¯i, Meiner, Hamburg 1987 (= Philosophische Bibliothek, 390), ISBN 3-7873-0683-8
- Minh¯ag al¯abid¯in, Ernst Bannerth, Verlag O. Müller, Salzburg 1964

### Философия
- 1094 – Maqasid al-falasifa (Намеренията на философите)
- 1095 – Tahafut al-falasifa, лат. Destructio philosophorum, Tahafut al-tahafut, лат. Destructio destructionum

### Право (Фикх)
- 1109 – al-Mustasfa fi 'ilm al-isul (The Clarified in Legal Theory)
- I.hy¯a' ul¯um ad-d¯in, Hans Bauer, Niemeyer, Halle 1916, 2. Nachdr. Olms, Hildesheim 2000, ISBN 3-487-05956-8
- Fatawy al-Ghazali (Verdicts of al-Ghazali)
- Al-wasit fi al-mathab (The medium [digest] in the Jurisprudential school)
- Kitab tahzib al-Isul (Prunning on Legal Theory)
- Asas al-Qiyas (Foundation of Analogical reasoning)

### Логика
- 1095 – Miyar al-ilm (The Standard Measure of Knowledge)
- 1096 – 96 – al-Qistas al-mustaqim (The Just Balance)
- 1095 Mihakk al-nazar f'l-mantiq (The Touchstone of Proof in Logic)